# Тронгзунд (крепость)
Крепость Тронгзунд (швед. Trångsund) — оборонительная система XIX века, остатки которой сохранились на окраине города Высоцк. Создана на островах Выборгского залива для защиты водных подступов к Выборгу.
Первые укрепления на острове Высоцком были построены в ходе Северной войны в целях защиты Выборга, осажденного русскими войсками, со стороны моря. Название «Тронгзунд» (букв. — узкий пролив) происходит от шведского названия пролива между Высоцким и Малым Высоцким островами, ширина которого в самом узком месте составляет около 180 м — это главный из трёх фарватеров, ведущих к Выборгу. В 1710 году, когда был заложен город Тронгзунд (ныне Высоцк), уже существовали батареи — они вели успешные сражения со шведским флотом. Следов построек петровского периода пока обнаружено не было.
Создание той крепости, что сохранилась до наших дней, началось полтора века спустя, в 1864 году и завершилось в 1867-м. Крепость Тронгзунд представляла собой довольно мощный комплекс батарей, бастионов, казематов, вырубленных на побережье пролива прямо в гранитных скалах острова, однако в связи с быстрым развитием в этот период огнестрельного оружия и артиллерии уже к 1880-м годам морально устарела и считалась малоэффективной. Изначально для контроля Тронгзундского пролива были «установлены 8-дюймовые круповские орудия, а именно в Транзундском редуте две и в Печерской батарее четыре».
К началу XX века крепость была разоружена и в Первой мировой уже не участвовала. После 1917 года город Тронгзунд вместе с крепостью, как и вся бывшая Выборгская губерния, отошел к независимой Финляндии и стал называться Уурас. С тех пор крепость Тронгзунд не используется (не считая эпизодов Зимней войны, когда бои велись на территории уже заброшенных укреплений) и постепенно разрушается.
В настоящее время территория крепости заросла лесом. Сохранились облицованные гранитными блоками земляные рвы, горжи, куртины, внутренние помещения, большинство из них — в руинированном состоянии.
- Пороховой погреб
- Земляные валы, облицованные камнем
- Крепость на старой финской карте (отмечено красным)